# Harry Nilsson (énekes)
Harry Nilsson, születési nevén Harry Edward Nilsson III (híres álnevén Nilsson; Brooklyn, New York, 1941. június 15. – Agoura Hills, Kalifornia, 1994. január 15.) amerikai énekes, dalszerző. Fénykorát a hetvenes években élte, ebben az időszakban olyan slágereket énekelt, mint például a Without You vagy a Coconut. 
Munkásságát úttörő kísérletek jellemzik az overdub elnevezésű vokális stílusban, illetve sokat tett a karibi zene Amerikában való elterjedéséért. 31⁄2 oktávos tenor hangja szintén ismertté tette Nilsson-t, aki azon kevés pop-rock énekesek egyike volt, akik jelentős kereskedelmi sikereket értek el anélkül, hogy valaha is nagyobb nyilvános koncerteket, vagy nagyobb turnékat adtak volna. Nilsson-t a mai napig az indie rock egyik legsikeresebb képviselőjeként tartják számon.

## Pályafutása
Harry Nilsson a New York-i Brooklynban, a Bedford–Stuyvesant-i Bushwick Kórházban született 1941. június 15-én hajnali 2 óra 15 perckor.  Apai ágon svéd származású, dédapja még a 19. században emigrált az Államokba. Nilsson tinédzserként Los Angelesbe költözött, mivel nem akart családjával szegénységben élni. Sokáig alkalmazottként dolgozott egy bankban, amikor felkeltette az érdeklődését a zene. Ekkor dalokat kezdett írni más előadóknak (pl. Monkees). Bemutatkozó nagylemeze 1967-ben jelent meg Pandemonium Shadow Show címmel.
Első nagyobb slágere az 1968-as Everybody's Talkin' volt, amely szerepelt a Billboard Hot 100 slágerlista Top 10-ében. 1972-ben feldolgozta a Badfinger nevű walesi együttes Without You című dalát. Nilsson verziója öt hétig vezette az angol slágerlistát, és négy hétig volt listavezető az Egyesült Államokban.
1977-ben Nilsson elhagyta addigi kiadóját, az RCA Records nevű kiadót. Ezután már csak szórványosan készített felvételeket. Lennon 1980-as meggyilkolása után a szabad fegyvertartás beszüntetéséért kampányolt, nem sokkal később csatlakozott a Coalition to Stop Gun Violence nevű mozgalomhoz, melynek célja a fegyvertartás korlátozása volt Amerikában. 
1994-ben halt meg otthonában. Halálát szívritmuszavar okozta.

## Magánélete
1964. október 24-én feleségül vette Sandi McTaggartot, akitől három év múlva elvált. 1969. december 31-én feleségül vette Diane Clatworthyt, akitől egy fia született. 1976. augusztus 12-én feleségül vette Una O'Keeffe-t, akitől hat gyereke született.

## Diszkográfia
- Spotlight on Nilsson (1966)
- Pandemonium Shadow Show (1967)
- Aerial Ballet (1968)
- Skidoo (1968)
- Harry (1969)
- Nilsson Sings Newman (1970)
- The Point! (1971)
- Nilsson Schmilsson (1971)
- Son of Schmilsson (1972)
- A Little Touch of Schmilsson in the Night (1973)
- Son of Dracula (1974)
- Pussy Cats (1974)
- Duit on Mon Dei (1975)
- Sandman (1976)
- ...That's the Way It Is (1976)
- Knnillssonn (1977)
- Flash Harry (1980)
- Popeye (1980)
- Losst and Founnd (2019)